# Крелле, Август Леопольд
Август Леопольд Крелле (нем. August Leopold Crelle; 1780—1855) — немецкий математик и архитектор.
Будучи самоучкой, Крелле стал, однако, членом Берлинской академии наук. Особенно известен он как основатель (1828) математического журнала «Journal für die reine und angewandte Mathematik» (Журнал чистой и прикладной математики), который был известен под кратким неофициальным именем «Журнал Крелле». Крелле основал также «Journal für Baukunst» (1828—1851).

## Биография
Крелле получил свои знания, не имея школьного образования, на собственном опыте. Он проявил особую склонность к математике, а затем и к государственным наукам. В 1803/04 году он сопровождал Дэвида Джилли в трехмесячной учебной поездке в Париж. Затем внешние обстоятельства заставили его заняться дорожным строительством. Заняв несколько второстепенных должностей в прусском государственном строительстве, он позже был назначен тайным главным строительным советником и членом Главного строительного управления. Большинство арт-дорог, построенных в период с 1816 по 1826 год в прусском государстве, были построены при его участии, а железная дорога Берлин-Потсдам даже по его проекту.
В 1816 году он получил докторскую степень по геометрии и механике в Гейдельбергском университете, защитив диссертацию на тему "Вариабельность исчислений".
Он основал Журнал чистой и прикладной математики, также сокращенно называемый „Журнал Крелле“, в 1826 году и был его редактором. Журнал был первым крупным математическим журналом, не связанным с академией, и ведущим математическим журналом начала 19 века. Он существует и сегодня. С самого начала Крелле удалось привлечь в качестве авторов выдающихся математиков, таких как берлинцы Якоб Штайнер, Питер Густав Лежен Дирихле, Эрнст Эдуард Куммер, Карл Густав Якоби, Готтхольд Эйзенштейн и, в частности, Нильс Хенрик Абель. С их помощью он смог успешно противостоять преобладавшим в то время французским периодическим изданиям. Сам Крелле стал неотъемлемой частью научной и общественной жизни Берлина.
Уже обербаурат с 1815 года, он стал членом Прусской академии наук в 1828 году. В 1834 году он был принят в Российскую академию наук в Санкт-Петербурге, а также в Королевскую академию наук, литературы и изящных искусств Бельгии. В 1853 году он стал избранным членом Американского философского общества. В 1849 году он уволился с государственной службы по состоянию здоровья. С 1829 по 1851 год он был редактором "Журнала архитектурного искусства". В 1842 году он представил первый проект городской канализации Берлина, который затем был реализован в другой форме, начиная с 1873 года.
Как математик, он обнаружил новые результаты в геометрии треугольника (1816 г.), когда рассмотрел задачу нахождения точки внутри треугольника, отрезки соединения которой с углами образуют равные подуглы со сторонами. Исходя из той же проблемы, результаты были восстановлены Анри Брокаром во Франции в 1875 году.
Август Крелле умер во второй половине дня 6 октября 1855 года в возрасте 75 лет. Похороны состоялись 10 октября на кладбище деревенской церкви Шенеберг. Могила не сохранилась.

## Главные труды
«Theorie des Windstosses», «Versuch einer rein algebr. Darstellung d. Rechnung mit veränderlicher Grösse», «Sammlung mathem. Aufsätze», «Theorie der analytischen Fakultäten», «Encyklopäd. Darstellung d. Theorie d. Zahlen» и учебники по арифметике, алгебре, геометрии и геодезии.